# Graham McVilly
Graham McVilly (Hobart, 4 de maig de 1948 - Huntingfield, 21 d'abril de 2002) va ser un ciclista australià, que fou professional entre 1969 i 1985. Durant la seva carrera esportiva guanyà dues vegades el Campionat d'Austràlia en ruta i tres vegades consecutives el Herald Sun Tour.

## Palmarès
- 1970
  -  Campió d'Austràlia en ruta
- 1971
  -  Campió d'Austràlia en ruta
  - 1r al Herald Sun Tour
- 1973
  - 1r al Herald Sun Tour
- 1974
  - 1r al Herald Sun Tour
- 1978
  -  Campió d'Austràlia de Persecució per equips
- 1979
  - 1r a la Grafton to Inverell Classic